# Humber Pig
Der Humber FV1609 war ein gepanzerter Mannschaftstransportwagen (MTW) und kann als das erste echte britische Fahrzeug dieser Klasse in der Nachkriegszeit angesehen werden. Aufgrund der Auflösungserscheinungen des Empires und der damit verbundenen Kolonialkriege zum Anfang der 1950er-Jahre wurde zum Schutz der britischen Soldaten dringend ein gepanzertes Gefechtsfahrzeug gefordert, das mindestens zehn Personen Schutz vor Infanteriemunition und Splitterwirkung bieten sollte.
Der Fahrzeughersteller Humber hatte Tausende von geländegängigen 4×4-1-Tonner-Lastwagen FV1600 an die britische Armee geliefert, die neu und unbenutzt in Depots standen. Auf deren Basis wurde bei GKN-Sankey und Roots in Manchester der neue MTW aufgebaut. Unter Verwendung von 6- und 8-mm-Panzerplatten wurde ein relativ hoher Fahrzeugaufbau zusammengeschweißt, der einfach auf das Chassis des Humber-LKW aufgeschraubt wurde. Das Ergebnis war zwar kein echter Panzer, aber die Anforderungen waren erfüllt. 1700 dieser MTW entstanden so beim Recycling der 1-Tonner-LKWs. Seine Feuerprobe bestand der neue Humber FV1609 im Malaya-Konflikt 1956 sowie auf Zypern. 

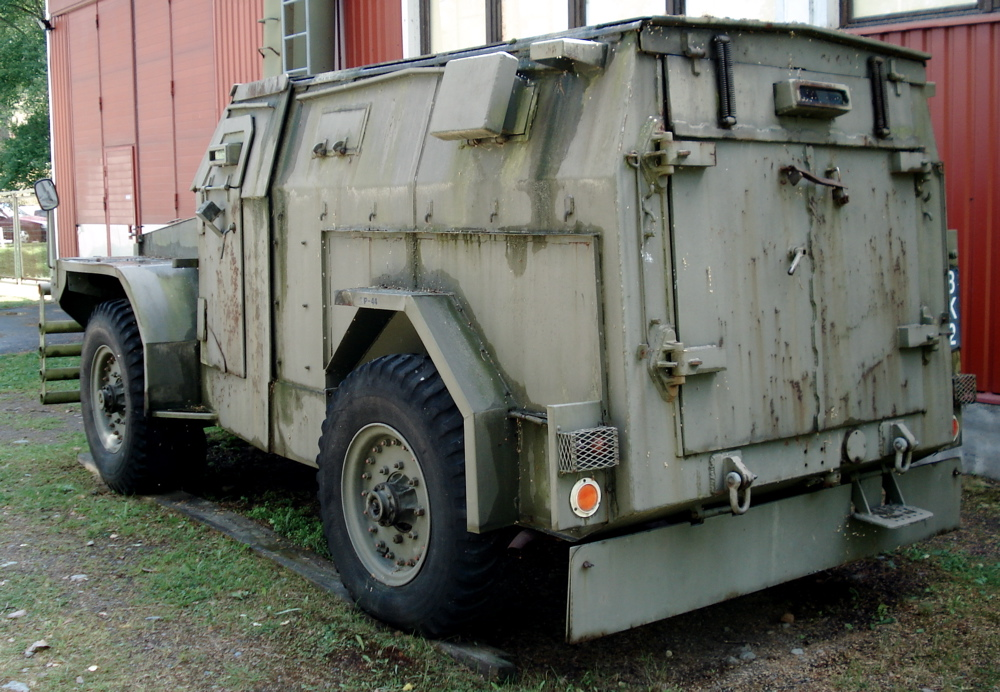
Britischer Humber Pig, ausgestellt im finnischen Panzermuseum (Panssarimuseo) in Parola.

Schon bald erhielt er von seinen Benutzern den Namen „Humber Pig“. Ob sein schweineähnliches Aussehen oder die durch das überladene Fahrwerk doch recht gewöhnungsbedürftige Fahrweise ausschlaggebend für diesen Spitznamen war, ist bis heute umstritten.
Seine Haupteinsatzzeit begann jedoch erst Ende der 1960er-Jahre mit den Unruhen in Nordirland. Hier war er beweglicher und schneller als sein schon moderneres Pendant, der Armoured Personnel Carrier FV603 Saracen. In mehreren Kampfwertsteigerungen wurde die Panzerung des Humbers den immer gefährlicher werdenden Waffen der IRA angepasst. Die letzten Version hielt als FV1611/2/3 selbst panzerbrechender Infanteriemunition stand. Jedoch war er bald so übergewichtig, dass zunehmende Probleme mit der überanspruchten Technik eine endgültige Ausmusterung zum Ende der 1970er-Jahre nötig machten.